# Compsobuthus tassili
Espèce
Compsobuthus tassili est une espèce de scorpions de la famille des Buthidae.

## Distribution
Cette espèce est endémique d'Algérie. Elle se rencontre dans le Tassili n'Ajjer.

## Description
Le mâle holotype mesure 20,9 mm.

## Étymologie
Son nom d'espèce lui a été donné en référence au lieu de sa découverte, le Tassili n'Ajjer.

## Publication originale
- Lourenço, 2010 : « The Compsobuthus species from Tassili des Ajjer, Algeria (Scorpiones, Buthidae) and description of a new species. » Entomologische Mitteilungen aus dem Zoologischen Museum Hamburg, vol. 15, no 182, p. 147-155 (texte intégral).